# De Zèg
De Zèg, vaak geschreven als de Zig en de Zeg, is een natuurgebied tussen Kinrooi en Molenbeersel. Het is 66 ha groot en wordt beheerd door Limburgs Landschap vzw.

## Geschiedenis
De Zèg is een oude gebiedsnaam. Zèg is de Limburgse benaming voor de moeraszegge. Tot 1850 was de Zèg zeer drassig, door wisselende waterstanden van de Abeek en door het afgraven van turf.
Omstreeks 1870 werden de randzones van het gebied drooggelegd dankzij de Lossing. De zone tussen de Abeek en de Lossing bleef nat. De eigenaars richtten acht visvijvers in. Het gebied kende een rijke flora en fauna. Alfred Van Beneden, hoogleraar aan de Universiteit van Luik, maakte een inventaris van de vele watervogels die er broedden.
In de jaren 1960 en 1970 daalde het waterpeil op de Abeek en de Lossing. De eigenaars lieten de vijvers leeglopen en plantten populieren en naaldbomen. In de jaren 1990 bracht Limburgs Landschap vzw de gedeelten van de Zèg opnieuw samen. Tussen de Abeek en de Lossing werd opnieuw een waterrijk gebied geschapen (35 ha) door stuwen te plaatsen en graafwerken uit te voeren.

## Monument
Tijdens de werken werden onderdelen van een Britse bommenwerper gevonden, neergestort tijdens de Tweede Wereldoorlog. Het blad van een propeller werd verwerkt in een monument. Dit monument werd onthuld in 2004, gelijktijdig met de oplevering van de vijvers.